# Thiệu Dương (huyện)
Thiệu Dương (chữ Hán giản thể: 邵阳县, Hán Việt: Thiệu Dương huyện) là một huyện thuộc địa cấp thị Thiệu Dương, tỉnh Hồ Nam, Cộng hòa Nhân dân Trung Hoa. Huyện này có diện tích 1997 km2, dân số năm 2004 là 738.956 người. GDP của huyện Thiệu Dương năm 2004 là 2,56 tỷ nhân dân tệ. Thiệu Dương có mã số bưu chính 4221xx, mã vùng điện thoại 0739, huyện lỵ đóng tại trấn Đường Độ Khẩu.

## Hành chính
Huyện Thiệu Dương có 12 trấn và 10 hương
- Trấn: Đường Độ Khẩu, Cửu Công Kiều, Hạ Hoa Kiều, Ngũ Phong Phố, Trường Dương Phố, Bạch Thương, Cốc Châu, Nham Khẩu Phố, Kim Xưng Thị, Li Gia Bình, Hoàng Đình Thị và Đường Điền
- Tiểu Khê Thị, Trường Nhạc, La Thành, Kim Giang, Hà Bá, Chư Giáp, Hoàng Kinh, Hoàng Đường, Thái Kiều và Hà Đường Vân.